# Acrocephalus caffer
Acrocephalus caffer là một loài chim trong họ Acrocephalidae.